# Hauneck
Hauneck è un comune tedesco di 3 217 abitanti,, situato nel land dell'Assia.